# 미나미초카이역
미나미초카이역(일본어: 南鳥海駅 みなみちょうかいえき[*])은 일본 야마가타현 사카타시에 위치한 동일본 여객철도 우에쓰 본선의 철도역이다. 상대식 승강장 2면 2선의 구조를 갖춘 지상역이다.

## 타는 곳
| 1 · 2 | ■ 우에쓰 본선 | 상행 | 사카타 · 쓰루오카 방면            |
| 1 · 2 | ■ 우에쓰 본선 | 하행 | 기사카타 · 우고혼조 · 아키타 방면 |

## 역 주변
- 미나미유자 우체국

## 역사
- 1951년 : 일본국유철도의 미나미초카이 신호장으로서 개설.
- 1952년 1월 16일 : 역으로 승격, 미나미초카이역으로 개업.
- 1972년 9월 1일 : 무인화.
- 1987년 4월 1일 : 일본국유철도 분할 민영화에 의해, 동일본 여객철도가 승계.
- 2010년 4월 1일 : 기사카타 역에서 우고혼조 역으로 관리역이 변경됨.

## 인접 역
| 동일본 여객철도 우에쓰 본선 | 동일본 여객철도 우에쓰 본선 | 동일본 여객철도 우에쓰 본선 |
| --------------------------- | --------------------------- | --------------------------- |
| 모토타테 니쓰 방면          | ■ 우에쓰 본선               | 유자 아키타 방면            |